# Canário (futebolista)
Darcy Silveira dos Santos, universalmente conhecido como Canário (Rio de Janeiro, 24 de maio de 1934), é um ex-futebolista brasileiro naturalizado espanhol que atuava como ponta-direita. Notabilizou-se por sua velocidade estonteante e um chute potente, características que o levaram ao sucesso no futebol espanhol, onde vive até hoje. Foi um dos primeiros futebolistas brasileiros a conquistar a Taça dos Clubes Campeões Europeus, pelo Real Madrid em 1960, e é considerado um dos maiores ídolos da história do Real Zaragoza, clube pelo qual liderou o lendário ataque conhecido como "Los Cinco Magníficos".

## Biografia e Início de Carreira
Nascido e criado no Rio de Janeiro, Canário iniciou sua trajetória no futebol nas categorias de base do Olaria Atlético Clube. Sua velocidade e habilidade logo chamaram a atenção de clubes maiores, e em 1954, transferiu-se para o America, um dos grandes do futebol carioca na época. Canário chegou ao clube rubro para integrar um elenco já talentoso, que contava com jogadores como o goleiro Pompéia e o atacante Leônidas da Silva.

### America (1954–1959)
No America, Canário rapidamente se firmou como titular da ponta-direita. Em seu primeiro ano completo, 1955, foi peça fundamental em uma das melhores equipes da história do clube. O America realizou uma campanha memorável no Campeonato Carioca de Futebol de 1955, terminando como vice-campeão em um certame disputado ponto a ponto com o Flamengo. A equipe rubra, que também contava com Alarcón, Ferreira e Romeiro, ficou marcada pelo futebol ofensivo e envolvente.
Ainda em 1955, Canário participou de uma vitoriosa excursão do America ao Peru, onde a equipe conquistou um torneio amistoso internacional que incluía adversários como o Universitario e o Alianza Lima. A final simbólica do torneio foi contra o Santos de Zito e Pepe, com o America sagrando-se campeão. Apesar das grandes campanhas e do futebol de alto nível apresentado durante sua passagem, Canário não conseguiu conquistar o título estadual pelo America, que vivia um período de forte concorrência no Rio de Janeiro. Sua performance consistente, no entanto, o credenciou para a Seleção Brasileira e atraiu o interesse do futebol europeu.

## Carreira na Espanha
Em 1959, Canário foi contratado pelo poderoso Real Madrid, dando início a uma década de sucesso na Espanha. Sua adaptação foi rápida, e ele se tornou uma figura importante no futebol espanhol, obtendo a dupla nacionalidade, embora nunca tenha atuado pela seleção espanhola.

### Real Madrid (1959–1962)
Canário chegou ao Real Madrid no auge da era de ouro do clube, que dominava o futebol europeu. Ele se juntou a um elenco estelar que incluía lendas como Alfredo Di Stéfano, Ferenc Puskás, Francisco Gento e Raymond Kopa.
Seu momento mais emblemático com a camisa merengue ocorreu na final da Taça dos Clubes Campeões Europeus de 1960, em Glasgow, contra o Eintracht Frankfurt. Naquela que é considerada por muitos a maior partida da história do futebol, o Real Madrid venceu por 7 a 3, e Canário foi o titular da ponta-direita, formando um ataque avassalador ao lado de Luis del Sol, Di Stéfano, Puskás e Gento. Com essa vitória, Canário e seu compatriota Didi tornaram-se os primeiros brasileiros a conquistar o principal torneio de clubes da Europa.
Além do título europeu, Canário também conquistou o primeiro Mundial Interclubes em 1960, dois títulos do Campeonato Espanhol (1960–61 e 1961–62) e uma Copa do Generalíssimo (1962).

### Sevilla (1962–1963)
Após três temporadas de sucesso em Madrid, Canário transferiu-se para o Sevilla em busca de mais minutos em campo. Em uma única temporada na Andaluzia (1962–63), ele manteve seu bom nível de atuações, disputando 30 partidas e marcando 5 gols, ajudando o clube a uma posição intermediária na tabela.

### Real Zaragoza e "Los Cinco Magníficos" (1963–1968)
Foi no Real Zaragoza que Canário atingiu o auge de sua carreira e se tornou uma lenda. Em 1963, ele se juntou ao clube aragonês e tornou-se a peça final na formação de uma das linhas de ataque mais famosas da história do futebol espanhol: "Los Cinco Magníficos".
A linha de frente era composta por Canário (ponta-direita), Santos (meia-direita), Marcelino (centroavante), Villa (meia-esquerda) e Carlos Lapetra (ponta-esquerda). Juntos, eles lideraram o Zaragoza a seu período mais glorioso, praticando um futebol de velocidade, técnica e poder de fogo que encantou a Espanha e a Europa. O historiador e escritor espanhol José Luis Melero descreveu o impacto daquela equipe: "Eles representavam um futebol alegre e desinibido, uma lufada de ar fresco para uma cidade que aprendeu a sonhar".
Com Canário como um de seus principais expoentes, o Zaragoza conquistou a Copa del Rey duas vezes (1964 e 1966) e o título mais importante de sua história: a Taça das Cidades com Feiras (precursora da Liga Europa da UEFA) de 1964, derrotando o Valencia na final. Durante cinco temporadas, Canário foi uma figura central, marcando 44 gols em 150 partidas pelo clube.

### Mallorca (1968–1969)
Canário encerrou sua carreira profissional no Mallorca, onde jogou a temporada 1968–69, ajudando a equipe a conquistar o acesso à primeira divisão espanhola antes de se aposentar dos gramados.

## Seleção Brasileira
Apesar de seu sucesso nos clubes, a carreira de Canário na Seleção Brasileira foi curta, mas muito eficiente. Ele foi convocado em 1956, em uma época de intensa competição por uma vaga na ponta-direita, disputando posição com futuros campeões mundiais como Garrincha e Julinho Botelho, além de outros craques como Telê Santana.
Canário disputou sete partidas pela seleção, todas como titular, obtendo cinco vitórias, um empate e apenas uma derrota. Ele marcou dois gols nesse período e conquistou a Copa do Atlântico e a Copa Oswaldo Cruz de 1956. Sua ida para o futebol espanhol em 1959, em uma época em que jogadores que atuavam no exterior raramente eram convocados, encerrou sua trajetória na seleção.

### Jogos pela Seleção
| Jogo | Data                | Competição        | Local                                  | Adversário      | Placar | Gols |
| ---- | ------------------- | ----------------- | -------------------------------------- | --------------- | ------ | ---- |
| 1    | 12 de junho de 1956 | Copa Oswaldo Cruz | Estádio Defensores del Chaco, Assunção | Paraguai        | 2–0    | 0    |
| 2    | 17 de junho de 1956 | Copa Oswaldo Cruz | Estádio Defensores del Chaco, Assunção | Paraguai        | 5–2    | 1    |
| 3    | 24 de junho de 1956 | Copa do Atlântico | Maracanã, Rio de Janeiro               | Uruguai         | 2–0    | 0    |
| 4    | 1 de julho de 1956  | Amistoso          | Maracanã, Rio de Janeiro               | Itália          | 2–0    | 1    |
| 5    | 8 de julho de 1956  | Copa do Atlântico | Estádio El Cilindro, Avellaneda        | Argentina       | 0–0    | 0    |
| 6    | 5 de agosto de 1956 | Copa do Atlântico | Maracanã, Rio de Janeiro               | Tchecoslováquia | 0–1    | 0    |
| 7    | 8 de agosto de 1956 | Amistoso          | Pacaembu, São Paulo                    | Tchecoslováquia | 4–1    | 0    |

Fonte: National-Football-Teams.com

## Estilo de Jogo
Canário era um ponta-direita clássico, cuja principal arma era a velocidade explosiva. Era capaz de superar os defensores na corrida, chegando à linha de fundo para efetuar cruzamentos precisos. Além da velocidade, possuía um drible eficaz e um chute muito potente com a perna direita, o que lhe permitia marcar gols importantes, muitas vezes em finalizações de longa e média distância. No Real Madrid, sua função era dar amplitude ao campo e servir os prolíficos atacantes centrais. No Zaragoza, como um dos "Magníficos", teve um papel de maior protagonismo, não apenas como criador de jogadas, mas também como um finalizador letal.

## Vida Pós-Carreira
Após pendurar as chuteiras, Canário escolheu a cidade de Saragoça, onde viveu seu auge como jogador, para se estabelecer definitivamente. Distanciou-se do mundo do futebol e investiu no setor de hotelaria, abrindo um café e, posteriormente, trabalhando na administração de um bingo local. Ele mantém uma vida discreta na cidade, onde ainda é reverenciado como um dos maiores heróis da história do Real Zaragoza.

## Estatísticas

### Clubes
| Clube                       | Temporadas | Jogos | Gols |
| --------------------------- | ---------- | ----- | ---- |
| America                     | 1954–1959  | N/D   | N/D  |
| Real Madrid                 | 1959–1962  | 59    | 13   |
| Sevilla                     | 1962–1963  | 30    | 5    |
| Real Zaragoza               | 1963–1968  | 150   | 44   |
| Mallorca                    | 1968–1969  | 16    | 1    |
| Total na Carreira (Espanha) | 1959–1969  | 255   | 63   |

Fonte: BDFutbol

### Seleção Brasileira
| Ano   | Jogos | Gols |
| ----- | ----- | ---- |
| 1956  | 7     | 2    |
| Total | 7     | 2    |

Fonte: National-Football-Teams.com

## Títulos
Real Madrid
- Copa Intercontinental: 1960
- Taça dos Clubes Campeões Europeus: 1959–60
- Campeonato Espanhol: 1960–61, 1961–62
- Copa do Generalíssimo: 1961–62

Real Zaragoza
- Taça das Cidades com Feiras: 1963–64
- Copa do Generalíssimo: 1963–64, 1965–66

Seleção Brasileira
- Taça do Atlântico: 1956
- Copa Oswaldo Cruz: 1956